# Llista d'asteroides (165001-166000)
Llista d'asteroides del 165001 al 166000 amb data de descoberta i descobridor. És un fragment de la llista d'asteroides completa. Als asteroides se'ls dona un número quan es confirma la seva òrbita, per tant apareixen llistats aproximadament segons la data de descobriment.
Contingut: 165001... 165101... 165201... 165301... 165401... 165501... 165601... 165701... 165801... 165901... 